# Gilbert Mair
Gilbert Mair (senior) (* 23. Mai 1799 in Peterhead, Schottland; † 16. Juli 1857 in Whangārei, Neuseeland) war ein schottisch-neuseeländischer Seemann, Händler und 1835 Mitunterzeichner der Unabhängigkeitserklärung Neuseelands. Er besuchte Neuseeland erstmals im Alter von 20 Jahren und lebte dort von 1824 an bis zu seinem Tode.

## Frühes Leben
Gilbert Mair wurde am 23. Mai 1799 im schottischen Peterhead geboren. Von 1820 an war er Mitglied der Crew des Walfangschiffes New Zealander. Mit diesem besuchte er Neuseeland das erste Mal. Auf seiner Rückkehr nach England am 2. März 1820 wurde die Crew von dem Missionar Thomas Kendall, von den Māori Hongi Hika und Waikato und einem Rangatira der Ngā Puhi an Bord begleitet. Letztere waren die ersten Māori, die England besuchten. 1823 reiste Mair ein zweites Mal nach Neuseeland und blieb nach seiner dritten Reise im Jahr 1824 im Land.

## Sailing Master derHerald
In Neuseeland angekommen, traf er den Missionar Henry Williams, der ihn um Hilfe beim Bau eines Schiffes bat. Henry Williams benötigte das Schiff zur Versorgung der Missionsstationen und für Missionsreisen in entferntere Gegenden Neuseelands. Die Herald war ein 55 Tonnen-Schoner, der von der Church Mission Society (CMS) finanziert und an der Küste von Paihia in der Bay of Islands gebaut worden war. Die Kiellegung erfolgte 1824 durch den Henry Williams.
Als die Herald 1826 endgültig fertiggestellt worden war, wurde Mair als ihr Sailing Master, als verantwortlicher Offizier für die Navigation angeheuert. Er unternahm mit dem Schiff zahlreiche Reisen, unter anderem drei Fahrten nach Australien, vier in die Bay of Plenty, an die Ostküste der Nordinsel vom East Cape bis zum North Cape und an die Westküste südlich bis Kawhia.
1828 lief die Herald bei der Einfahrt in den Hokianga Harbour auf Grund und musste aufgegeben werden.

## Heirat
Auf seiner ersten Neuseelandreise lernte Mair die Familie von William Puckey und seine Frau Margery, mit William Gilbert Puckey (1805–1878) als Sohn und Elizabeth Gilbert (1809–1870) als Tochter, kennen. Die Tochter 11-jährig, war zu einer 15-jährigen jungen Dame herangewachsen, als Mair 1824 zurück nach Neuseeland kam. Mair heirateten sie am 12. September 1827 in Sydney.
Aus der Ehe gingen zwölf Kinder hervor:
- Caroline Elizabeth (1828–1917)
- Robert (1830–1920). Er stiftete einen öffentlichen Park in Whangārei[2]
- William Gilbert (1832–1912), Major
- Marianne (1834–1893)
- Henry Abbott (1836–1881)
- Charlotte (1838–1891)
- Jessie Eliza (1840–1899)
- Gilbert (1843–1923): Gilbert Mair junior, oder „Te Kooti’s Nemesis“[1]
- Matilda Helen (1845–1927)
- Emily Francis (1848–1902)
- Sophia Marella (1850–1884)
- Lavinia Laura (1852–1936), sie heiratete J. Howard Jackson und schrieb die Annals of a New Zealand Family[3]

## Zeitzeuge der Musketenkriege
Während seiner Reisen durch Neuseeland wurde Gilbert Mair Zeuge „der Barbarei“ der Musketenkriege, den Kriegen zwischen Māori-Stämmen zwischen den Jahren 1818 und 1830.
So war er 1826 Zeuge bei der Sichtung der Überreste der Toten einer 1821 durchgeführten Taua (Kriegsexpedition) der Ngā Puhi unter Hongi Hika, die die im Te Totara Pā lebenden Ngāti Maru abgeschlachtet hatten und deren Gebeine überall verstreut lagen. Er sah auch die Folge eines Kampfes am Ōhiwa Harbour im Jahre 1828, mit fünfzig Toten an der Küste und im selben Jahr hunderte Leichname von Männern, Frauen und Kindern, toten Tieren und Überreste eines Kannibalenfestes bei Te Papa Pā am Tauranga Harbour.

## Mair als Händler
Im Februar 1830 kaufte Mair 159 Hektar Land am Te Wahapu Point von den Māori, etwa vier Kilometer südlich von Kororareka (heute Russel), für einen Gegenwert an Waren, worunter sich sechs Musketen, viele Fässer Schießpulver und hunderte von Musketenkugeln und Feuersteinen befanden. Auf seinem Land errichtete er einen florierenden Handelsposten und an einer etwas erhöhteren Stelle darüber sein Wohnhaus. Mair war einer der Ersten, der Kauri-Harz in Neuseeland vermarktete und es in die Vereinigten Staaten verkaufte. Des Weiteren handelte er mit neuseeländischen Flachs, den er nach Sydney verschiffen ließ.
1842 verkaufte Mair sein Geschäft und sein Land in Wahapu und erwarb 728 Hektar Land in Whangārei. Die Familie zog 1842 dorthin und lebte in dem von ihm „Deveron“ getauften Haus. Von hier aus betrieb Mair seine vielfältigen Geschäfte weiter.
Drei Jahre später, nachdem die Spannungen mit den Māori zugenommen hatten, bat Mair den Gouverneur ein Schiff zu senden, um alle Siedler sicher nach Auckland bringen zu können. Doch 1846 kehrte Mair an die Bay of Islands und 1847 nach Whangārei zurück.

## Andere Tätigkeitsfelder
Mair wurde vom Gouverneur William Hobson zum Friedensrichter ernannt und war an Bestrebungen beteiligt, Neuseeland zu einer eigenständigen Kolonie zu erklären. Er beteiligte sich an der Gründung der Kororareka Association, einem kontroversen Versuch einer Selbstverwaltung der neuseeländischen Siedler und war einer der britisch-stämmigen Unterzeichner der Unabhängigkeitserklärung Neuseelands.
Mair kam so mit zahlreichen Persönlichkeiten, die die Bay of Islands besuchten, in Kontakt. Darunter waren Bischof William Grant Broughton aus Sydney, der 1842 die Kirche in Russell weihte, Bischof George Selwyn, Charles Darwin, der Botaniker Allan Cunningham, Admiral James McClintoch und andere.

## Tod
Gilbert Mair starb am 16. Juli 1857 auf seinem Anwesen „Deveron“ in Whangārei und wurde auf seinem Land begraben. Jahre später ließ sein Sohn seine sterblichen Überreste auf den Kirchhof umbetten, wo nur Mitglieder der Familie Mair bestattet wurde.